# Stuor-Räitajaure
Stuor-Räitajaure är en sjö i Kiruna kommun i Lappland och ingår i Kalixälvens huvudavrinningsområde. Sjön har en area på 0,458 kvadratkilometer och ligger 1 037,1 meter över havet. Sjön avvattnas av vattendraget Stuor Räitajåkka. Sjön ligger längst upp i en dal som sluttar både norr ut och söder ut. Det gör att sjön har något så ovanligt som två utlopp - båda med samma namn.

## Delavrinningsområde
Stuor-Räitajaure ingår i det delavrinningsområde (755109-161533) som SMHI kallar för Mynnar i Kalixälven. Medelhöjden är 1 215 meter över havet och ytan är 49,33 kvadratkilometer. Det finns inga avrinningsområden uppströms utan avrinningsområdet är högsta punkten. Stuor Räitajåkka som avvattnar avrinningsområdet har biflödesordning 3, vilket innebär att vattnet flödar genom totalt 3 vattendrag innan det når havet efter 416 kilometer. Avrinningsområdet består mestadels av kalfjäll (92 procent). Avrinningsområdet har 1,02 kvadratkilometer vattenytor vilket ger det en sjöprocent på 2,1 procent. Delavrinningsområdet täcks till 5,91 procent av glaciärer, med en yta av 2,915 kvadratkilometer.